# Мадригал
Мадрига́л (итал. madrigale, лат. mandrialis, mandrigalis; от лат. matricalis «<сочинение> на родном (материнском) языке») — небольшое музыкально-поэтическое произведение, обычно любовно-лирического содержания. В истории итальянской музыки выделяются мадригалы Ars nova (XIV век) и мадригалы эпохи Возрождения. Авторами многих мадригалов XVI века были работавшие в Италии композиторы франко-фламандской школы. По итальянской модели мадригалы писали в XVI—XVII веках также в Англии (например, П. Филипс) и Германии (например, И. Г. Шейн).

## Краткая характеристика

### Мадригал периода Ars nova
Как текстомузыкальная форма, мадригал впервые регистрируется у Магистра Пьеро (итал. Maestro Piero) и у анонимных (преимущественно флорентийских) авторов — примерно во второй трети XIV века. Начиная с середины XIV века мадригалы писали Джованни Флорентийский (основной жанр в его творчестве), Герарделло Флорентийский, Якопо Болонский, Лоренцо Флорентийский, Винченцо из Римини, Франческо Ландини и другие композиторы. 
Мадригал итальянского Ars nova представляет собой небольшую двухголосную (реже трехголосную) вокальную пьесу. Музыкальная форма мадригала состоит из двух частей: первая часть охватывает (в обычном случае трёхстрочную) строфу, вторая часть — заключительное двустишие, в оригинальных рукописях нередко подписанное как ritornello — ритурнель (см. Терцины). 
В отличие от стилистически простой баллаты (фактически танцевальной песни), мадригал Ars nova — музыка, предназначенная для благородных ценителей искусства. О «высоком» положении жанра свидетельствуют мадригальная поэзия, фактурное выделение верхнего, украшенного квази-импровизационной мелизматикой, го́лоса в качестве солирующего, элементы имитационной полифонии (последние сближают мадригал с канонической каччей), изредка гокет. К концу XIV века мадригал как музыкальный жанр утратил популярность; примеры мадригала в начале XV века единичны (Иоанн Чикония). 
Несмотря на относительно небольшое (по сравнению с той же баллатой) число сохранившихся артефактов, мадригал Треченто вошёл в историю как первый истинно итальянский (не имеющий прототипов или аналогов в музыке французского Ars nova) жанр «композиторской» музыки.

### Мадригал эпохи Возрождения
В период позднего Возрождения (XVI век) мадригал — многоголосная вокальная пьеса обычно для 4-6 голосов (реже на большее число голосов, вплоть до 10), как правило, в строфической форме. В Италии XVI века мадригал — основной жанр для различных творческих экспериментов композиторов, особенно в области сочетания поэзии и музыки (в том числе, звукописи, так называемых «мадригализмов»), театрализации, место испытания новых приёмов композиционной техники, гармонии (особенно хроматики), ритма, формы.

### Ранние мадригалисты
- Филипп Вердело
- Якоб Аркадельт
- Адриан Вилларт
- Франческо Кортечча
- Костанцо Феста

### Классические мадригалисты
- Чиприано де Роре
- Орландо ди Лассо
- Джованни Пьерлуиджи Палестрина
- Филипп де Монте
- Лука Маренцио

### Поздние мадригалисты
- Луццаско Луццаски
- Карло Джезуальдо
- Клаудио Монтеверди[7]
- Жьяш де Верт
- Сиджизмондо д’Индия

## Мадригал эпохи барокко

### Итальянские мадригалисты
- Орацио Векки
- Адриано Банкьери
- Джулио Каччини
- Агостино Агаццари
- Марко да Гальяно
- Алессандро Гранди
- Микеланджело Росси
- Вирджилио Мадзокки
- Доменико Мадзокки
- Андреа Фальконьери

### Немецкие мадригалисты
- Ганс Лео Хаслер
- Иоганн Герман Шейн
- Генрих Шютц

### Английские мадригалисты
- Уильям Бёрд
- Джон Дауленд
- Орландо Гиббонс
- Томас Морли
- Томас Томкинс
- Томас Уилкс
- Питер Филипс
- Джон Уилби

## Мадригал в XIX—XX веках
С возрождением интереса к старинной музыке с конца XIX в. появляются сочинения с названием «мадригал», в которых композиторы стилизовали (с использованием современных техник композиции) итальянский мадригал XVI в. или использовали только слово «мадригал» как знак изысканного и высокого лирического жанра (Г. Форе, П. Хиндемит, И. Ф. Стравинский, С. С. Прокофьев, Н. Я. Мясковский, А. Г. Шнитке, Д. Лигети, Л. Ноно, Дж. Крам).

## Мадригал как поэтический жанр
Основная статья Мадригал (литература)
В европейской салонной поэзии XVII—XVIII веков мадригал — небольшое стихотворение, написанное вольным стихом, обычно любовно-лирического содержания.
В России к жанру мадригала обращались Н. М. Карамзин, К. Н. Батюшков, А. С. Пушкин (стихи, обращённые к Н. Н. Гончаровой) и др.